# Holger Siemann
Holger Siemann (* 11. Juni 1962 in Leipzig) ist ein deutscher Schriftsteller und Journalist.

## Leben
Aufgewachsen in Jena, leistete er einen längeren Wehrdienst bei der Nationalen Volksarmee, den er als Oberleutnant beendete. Siemann studierte Philosophie an der Humboldt-Universität zu Berlin und diplomierte 1989 mit einer Arbeit über „die Genese des Selbstbewusstseins in der Ontogenese des Menschen“. Er arbeitete als Schauspieler, Familienhelfer und Geschäftsführer von Einhorn e. V. und lebt als freiberuflicher Schriftsteller in Berlin und in der Uckermark.

## Werke

### Romane
- Arbeit und Streben, Roman, 2006 bei C.Bertelsmann
- Karlas Versuch, die Welt zu verbessern, Roman, 2008 bei C.Bertelsmann
- Das Weiszheithaus, Roman, 2017, Dörlemann Verlag

### Libretti
- IndierInnen, Libretto für ein Pasticcio, Musik von Meyerbeer, Neuköllner Oper Berlin 2001
- Münchhausen – Herr der Lügen, Musik von Dan Dediu, Neuköllner Oper 2002
- Alice, Libretto für eine Oper nach Lewis Carroll, Musik von Hanno Siepmann, Neuköllner Oper 1999

### Hörspiele
- Desmoto, drei Szenen menschlicher Verkehr, ORB, 1994
- Ein Wort zum Mord, SFB/ORB/DR Berlin, 1997
- Mein Leben als Toter, DW, 1997
- Polen den Polen, DW, 1998
- Der wahre Patschorke, SFB/ORB/DR Berlin, 1999
- Wer nicht hören will, muß sterben, BR, 2001
- Mordspiel, RBB 2004
- Alles ist Erpel, RBB 2010 (Hörspiel des Monats Februar 2010)
- Puntland, Käse, leiser Tod, WDR 2012
- Mord am Hindukusch, WDR 2013
- Glüht ein Stern in alter Haut, SRF 2015
- Der Tod und die Schweine, WDR 2015[1]

### Feature
- Der Blaue Prinz, DS-Kultur, 1992
- Ratten sind charmante Leute, DLR Berlin, 1998
- Und morgen in das kühle Grab, DLR Berlin, 1999
- Wir sind alle was Eigenes, MDR 2000
- Kafka, Kanzler und da knackt nichts, Deutschlandfunk, 2010
- Licht am Ende von Tunnel B, Deutschlandfunk, 2018
- An der pädagogischen Front: Ostberliner Lehrer in den Umbrüchen der Wende, Deutschlandfunk, 2019
- Die sieben Leben der Margarethenhütte, eine ostdeutsche Industriegeschichte, Deutschlandfunk, 2020
- Rudolf Mosse – Die Geschichte eines deutschen Verlegers, Deutschlandfunk 2020[2]

## Auszeichnungen
- 1989 Preis der Internationalen Vereinigung für Kinder- und Jugendtheater
- 1991 Preis des Drehbuch-Wettbewerbs des Filmfond Hamburg
- 2000 Slabbesz des Hörspieltreffens Rust
- 2002 Literaturpreis der Schwulen Buchläden
- 2010 Zonser Hörspielpreis

## Belege
1. ↑  Mitternachtskrimi: Der Tod und die Schweine, Deutschlandfunk
2. ↑  Rudolf Mosse – Die Geschichte eines deutschen Verlegers Deutschlandradio Kultur, Zeitfragen

| Personendaten    | Personendaten            |
| ---------------- | ------------------------ |
| NAME             | Siemann, Holger          |
| KURZBESCHREIBUNG | deutscher Schriftsteller |
| GEBURTSDATUM     | 11. Juni 1962            |
| GEBURTSORT       | Leipzig, DDR             |